# 김두관
김두관(金斗官, 1958년 12월 3일~)은 대한민국의 정치인이다. 제38·39대 남해군수, 제5대 행정자치부 장관, 제34대 경상남도지사를 지냈으며, 제20·21대 국회의원이다.

## 생애
1958년 경상남도 남해군에서 태어났다.1982년 영주경상전문대학 행정과와 동아대학교 정치외교학과를 졸업하고 이듬해 제13대 총선에 민중의당 소속으로 출마했으나 낙선하였다. 하지만 1995년 제1회 지방 선거에 출마하여 남해군수로 당선되며 현재까지도 민선 최연소 지방자치단체장이라는 기록을 보유하고 있다.
노무현이 제16대 대선에 승리하고 2003년 2월 25일에 참여 정부가 출범하면서 행정자치부 장관으로 취임하였으나 2003년 8월에 한국대학총학생회연합이 전쟁반대를 목적으로 포천에서 훈련을 하던 미군 스트라이크부대 사격 훈련장에 진입하여 불법으로 시위를 하면서 성조기를 불태우고 장갑차를 점거하는 행동을 했는데 이를 막지 못한 것으로 인하여 결국 해임되었다. 당시 여당인 새천년민주당은 만류하였지만 당시 한나라당의 박희태 대표의 적극적인 지지로 결국 김두관의 해임안이 2003년 9월 3일에 여소야대 정국에서 주도권을 쥐고 있던 한나라당에 의해 가결됐다. 노무현은 김두관에게 국회를 설득하라고 지시했고 철회 안을 요구했으나,한나라당은 받아들이지 않았고, 노무현은 태풍 매미의 피해를 수습한 후에 적절한 시기에 해임할 것이라고 말했다. 같은 해 9월 17일에 김두관은 사표를 제출했고, 현직 장관의 사표를 수리하지 않는 상태에서 후임자 인선을 발표했으며 허성관 당시 해양수산부 장관이 후임으로 내정됐다.당시 한 여론조사에서 노무현이 해임안에 대한 '거부권'을 행사해야 한다는 대답이 높았다. 만약 노무현이 거부권을 행사했다면 헌정 사상 최초로 거부권을 행사한 사례가 될 수도 있었다.
이후 제17대 총선에서 남해군·하동군에 열린우리당 소속으로 출마했으나 한나라당의 박희태 후보에게 7천여표 차이로 패했다. 이후 열린우리당 상임중앙위원과 청와대 정무특별보좌관을 지냈으며 제4회 지방 선거에서는 경상남도지사에 출마했으나 한나라당의 김태호 후보에게 패배하였다.
2006년 11월 6일에 국정자문회의 의원 138명에 대한 보궐을 실시할 때 국정자문위원으로 추가 당선됐다.2009년 10월 양산시의 보궐선거에서 참여 정부 출신 송인배가 출마를 하자, 김두관은 문재인, 안희정과 함께 선거대책위원회를 조직하여 위원장을 맡았다.
2010년 4월 26일에 제5회 지방 선거 출마를 선언하고 무소속 야권 단일 경남지사 후보로 결정되었다. 희망자치만들기경남연대와 민주당, 민주노동당, 국민참여당이 참여한 단일 후보 경선에서 전국 최초로 야권 단일 후보로 선정되었으며 같은 해 제5회 지방 선거에서 한나라당의 이달곤 후보를 누르고 당선되었다.이 과정에서 김두관은 당선축하 화환 대신에 '쌀을 보내오면 불우이웃을 돕는데 쓰겠다'고 했으나 선관위측에서 선거법 위반 소지가 있다고 하여 이를 번복하기도 했다. 네티즌들은 '수십만원짜리 화환은 합법이고, 불우이웃 돕는데 쓰는 쌀은 불법이냐'며 선관위측을 비판하기도 했다.
그는 경남지사 재직 시절 낙동강의 4대강 사업에 반대하였고 박지원 의원은 그런 김두관을 지지하기도 했다. 그는 정부의 낙동강 사업 회수권을 반대하는 소송에서 3가지 이유를 밝혔다.

- 정부의 사업권 강제회수 자체가 부당하기 때문이다.
- 진실에 눈감지 않았고, 도민의 입장에서 낙동강사업을 걱정하는 목소리에 대해 경남이 대처했다는 기록을 남기기 위한 것이다.
- 우리가 하는 일이 정의롭다는 것을 입증하기 위한 것이다.

2012년 7월 1일에 경남지사직을 사퇴하고 제18대 대선에 출마 선언을 했으나 당내 경선에서 문재인에게 밀려 패배하였다.
2014년 대한민국 재보궐선거에서 김포시에 출마했으나 홍철호에 밀려 낙선했다. 20대 총선에서는 김포시 갑에 출마했으며 당선되며 국회에 입성했다.
21대 총선을 앞두고 양산시로 지역구을 옮겼으며 양산시 을에 출마해 당선되면서 재선에 성공했다.
2021년 6월 26일, 봉하마을 잔디밭에서 열린 자신의 지지조직인 노정연 전국 발대식에 참석해 제20대 대선 출마 의지를 보였으며, 2021년 7월 1일 출마 선언을 하였다. 대한민국 제20대 대통령 선거 더불어민주당 후보 경선에서 예비경선에 통과해 본경선에 진출했으나, 9월 26일 전북 경선이 끝난 뒤 이재명 후보를 지지하면서 사퇴하였다.

## 경력
- 1987년: 남해농민회 사무국장

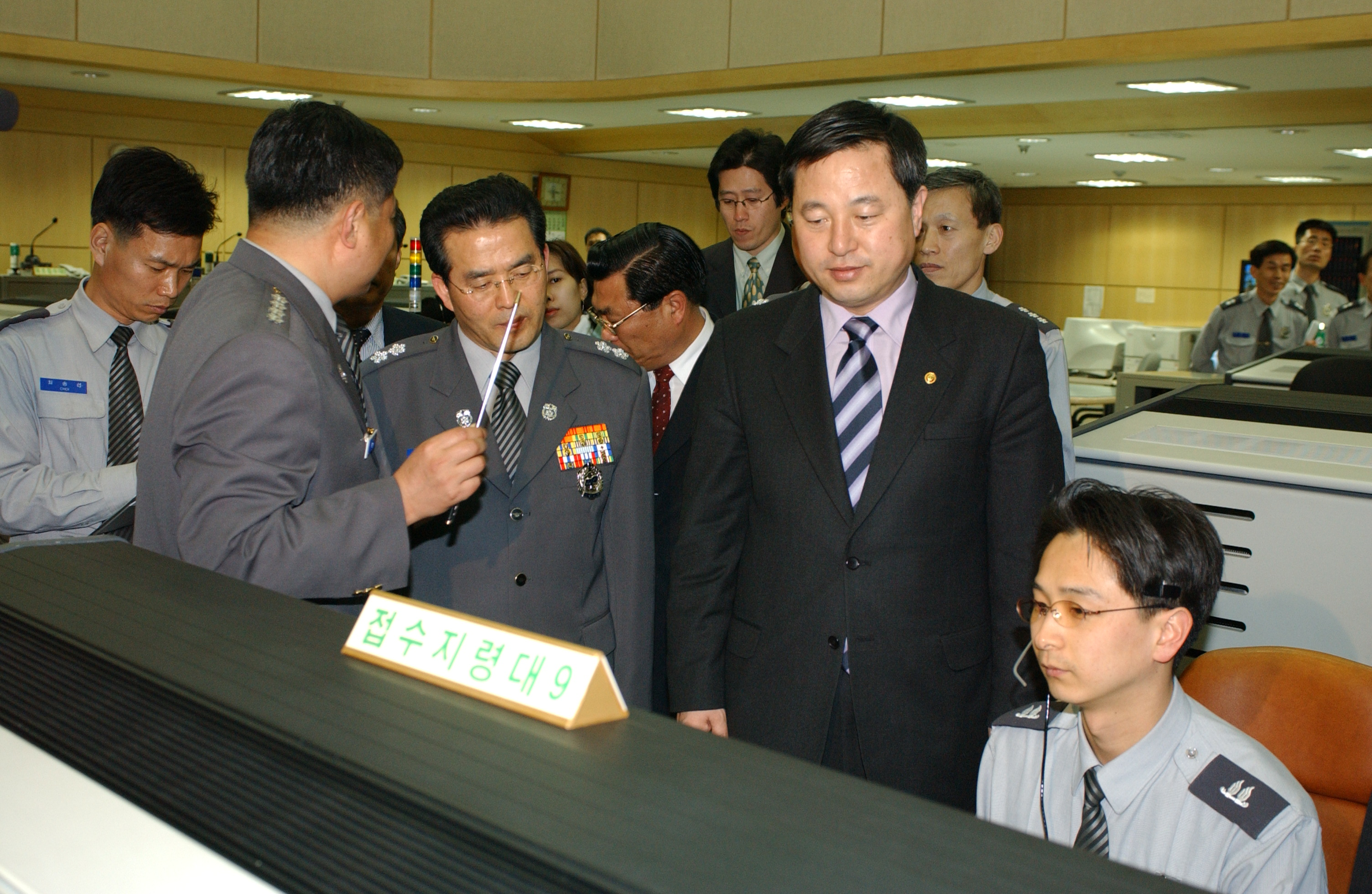
2003년 행정자치부 장관 시절 서울종합방재센터 방문

- 1988년: 남해군 고현면 이어리 마을 이장
- 1988년: 민중의당 경상남도 지부 남해군·하동군 지구당 위원장
- 1989년: 남해신문(주) 대표이사 사장 겸 발행·편집인(~1995년)
- 1995년 6월 27일: 제1회 전국동시지방선거 당선(민선 1기, 경상남도 남해군수, 무소속, 초선)
- 1998년 6월 4일: 제2회 전국동시지방선거 당선(민선 2기, 경상남도 남해군수, 무소속, 재선)
- 1995년~2002년: 제38~39대 경상남도 남해군수 (민선 1·2기, 무소속→새천년민주당, 초·재선)
- 2001년: 자치연대 공동대표
- 2002년: 제3회 전국동시지방선거 새천년민주당 경상남도지사 후보
- 2002년: 제16대 대통령 선거 새천년민주당 노무현 대통령 후보 남해군·하동군 지구당 대통령선거대책위원회 공동위원장
- 2003년: 새천년민주당 당개혁특위 위원
- 2003년: 제5대 행정자치부 장관
- 2003년: 열린우리당 중앙위원
- 2003년: 지방분권연구소 이사장
- 2004년: 열린우리당 경상남도당 위원장
- 2005년: 대통령비서실 정무특별보좌관
- 2006년: 열린우리당 최고위원, 제4회 전국동시지방선거 열린우리당 경상남도지사 후보
- 2006년: (사)민부정책연구원 이사장
- 2009년: 2009년 하반기 재보궐선거 민주당 송인배 경남 양산시 국회의원 후보 캠프 공동선대위원장
- 2010년 6월 2일: 제5회 전국동시지방선거 당선(민선 5기, 경상남도지사, 무소속, 초선)
- 2010년 7월 1일~2012년 7월 6일 제34대 경상남도지사(민선 5기, 무소속→민주통합당, 초선)
- 2010.~2012. 경남 FC 구단주
- 2012년: 제18대 대통령 선거 민주통합당 대통령 경선후보(최종 3위)
- 2014.12~2016.05: 새정치민주연합→더불어민주당 경기도당 김포시 지역위원회 위원장
- 2016년 4월 13일: 대한민국 제20대 국회의원 선거(경기 김포시 갑, 더불어민주당, 초선)
- 2016.05~2020.05: 더불어민주당 경기도당 김포시 갑 지역위원회 위원장
- 2020년 4월 15일: 대한민국 제21대 국회의원 선거(경남 양산시 을, 더불어민주당, 재선)
- 2020.05 ~: 더불어민주당 경상남도당 양산시 을 지역위원회 위원장
- 2021.06~2022.09: 제20대 대통령 선거 더불어민주당 대통령 경선후보(중도사퇴)
- 2022.08~2024.07: 더불어민주당 경상남도당 위원장

### 의정 활동
- 2016.05~2020.05: 제20대 국회의원(경기 김포시 갑, 더불어민주당, 초선)
  - 2016.06~2018.05: 제20대 국회 전반기 기획재정위원회 위원
  - 2016.06~2017.05: 제20대 국회 전반기 예산결산특별위원회 위원
  - 2018.07~2020.05: 제20대 국회 후반기 기획재정위원회 위원
- 2020.05~2024.05: 제21대 국회의원(경남 양산시 을, 더불어민주당, 재선)
  - 2020.06~2022.05: 제21대 국회 전반기 기획재정위원회 위원
  - 2020.07~2024.05: 국가재조포럼 구성의원
  - 2020.07~2024.05: 국회세계한인경제포럼 구성의원
  - 2022.07~2024.05: 제21대 국회 후반기 국토교통위원회 위원
  - 2022.07~2023.05: 제21대 국회 후반기 예산결산특별위원회 위원
  - 2023.02~2024.05: 제21대 국회 첨단전략산업 특별위원회 위원

## 전과
- 집회및시위에관한법률위반: 징역 8월, 집행유예 1년 - 1986년 7월 21일 선고, 1987년 7월 10일 특별복권[13]

## 논란

### 인천국제공사 비정규직 전환 관련한 발언 논란
인천국제공사의 비정규직 정규직 전환 논란과 관련하여 불공정시비가 일자 “조금 더 배우고 필기시험 합격해서 정규직됐다고 비정규직보다 2배가량 임금을 더 받는 것이 오히려 불공정”이라는 글을 올려 논란이 되고 있다. 김광두 국가미래연구 원장은 김두관 의원의 발언에 대해 “김두관 의원 월급이 왜 경남도의원보다 많아야 하는지”라며 “생산직 노동자에겐 주지 않는 차량비와 비서진들을 왜 김두관 의원에겐 제공하는지까지 포함해서”라고 의문을 제기했다. 자신의 발언에 대해 논란이 일자 "그렇게 대단하다고 생각하는 청년들의 바람이 연봉 3천500만원 주는 보안검색이냐"며 "자기가 갈 자리도 아니면서 험한 일 하던 노동자들이 정규직이 되는 것은 용납할 수 없다는 것 아니냐, 생계 걱정 없이 5년, 10년 취업 준비만 해도 되는 서울 명문대 출신들이나 들어갈 신의 직장에, 감히 어디서 비정규직들이 공짜로 들어오려 하느냐는 잘못된 특권의 그림자가 느껴지는 것은 저만 그런 것이냐"며 반박했다.

### 자식 유학 논란
김두관의 2012년 신고 재산은 약 1.2억 원에 불과한데 두 자녀 유학 비용은 어떻게 충당했는지에 대해 논란이 일었다. 고작 저 정도로 유학 비용을 감당하는 것은 거의 불가능하며, 만일 비용 충당 과정에 불법적인 수단이 활용되었을 경우 수사 대상이라는 것이다. 김두관은 '가족털기 말고는 할 줄 아는게 없나요?’라며, 언론개혁에 적극 나서겠다고 발언했다.

## 역대 선거 결과
|  | 3.22% |

|  | 55.61% |

|  | 53.73% |

|  | 16.88% |

|  | 41.96% |

|  | 25.41% |

|  | 40.61% |

|  | 53.50% |

|  | 43.10% |

|  | 59.30% |

|  | 48.94% |

|  | 48.94% |

## 같이 보기
- 남해군수
- 경상남도지사
- 행정자치부 장관
- 김포시 갑
- 양산시 을
- 김포시의 국회의원
- 양산시의 국회의원

## 소속 정당
| 소속 정당 | 소속 정당      | 소속 기간 | 비고           |
| --------- | -------------- | --------- | -------------- |
|           | 민중의당       | 1988      | 창당 정계 입문 |
|           | 무소속         | 1988~2002 | 정당 해산      |
|           | 새천년민주당   | 2002~2003 | 입당           |
|           | 무소속         | 2003      | 탈당           |
|           | 열린우리당     | 2003~2007 | 창당           |
|           | 무소속         | 2007      | 탈당           |
|           | 대통합민주신당 | 2007~2008 | 창당           |
|           | 통합민주당     | 2008      | 합당           |
|           | 무소속         | 2008~2011 | 탈당           |
|           | 시민통합당     | 2011      | 창당           |
|           | 민주통합당     | 2011~2013 | 합당           |
|           | 민주당         | 2013~2014 | 당명 변경      |
|           | 새정치민주연합 | 2014~2015 | 합당           |
|           | 더불어민주당   | 2015~현재 | 당명 변경      |